# Piper campanum
Piper campanum är en pepparväxtart som beskrevs av Truman George Yuncker. Piper campanum ingår i släktet Piper och familjen pepparväxter. Inga underarter finns listade i Catalogue of Life.